# Rockstar India
Rockstar India is een Indiaas computerspelontwikkelaar gevestigd in Bangalore. De studio werd in 2016 opgericht en maakt onderdeel uit van de Rockstar Studios van Take-Two Interactive.

## Ontwikkelde spellen
| Release | Titel                 | Platform                                 | Opmerking |
| ------- | --------------------- | ---------------------------------------- | --- |
| 2018    | Red Dead Redemption 2 | PlayStation 4, Stadia, Windows, Xbox One | Ontwikkeld met Rockstar Leeds, Rockstar London, Rockstar New England, Rockstar North, Rockstar San Diego en Rockstar Toronto. |